# Conistra albipuncta
Conistra albipuncta là một loài bướm đêm trong họ Noctuidae.